# تآكل الأسنان
تآكل السن أو التآكل السني أو الدَرَم أو القَضَم أو تحتاتُّ الأسنان (بالإنجليزية: dental erosion)‏ هو نوع من أنواع اهتراء الأسنان. يعرف على أنه الخسارة الدائمة اللارجعة فيها لبنية السن بسبب الانحلال الكيميائي بفعل أحماض من منشأ غير بكتيري. التآكل السني هو أكثر الأمراض المزمنة شيوعاً بين الأطفال بأعمار 5-17عاماً، على الرغم من أنه تم حديثاً الأعتراف بها النظر إليها كإحدى مشاكل الصحة السنية. بشكل عام هناك جهل واسع فيما يتعلق بآثار التآكل الحمضي; وهذا بالتحديد ما يحدث في حالة التآكل الناجم عن عصائر الفاكهة، لأنها تُعتبر ترى في أغلب الأحيان صحية. يظهر التآكل بدايةً في طبقة الميناء، وإذا لم يتم اكتشافه تفحص يمكن أن يصل إلى طبقة العاج.

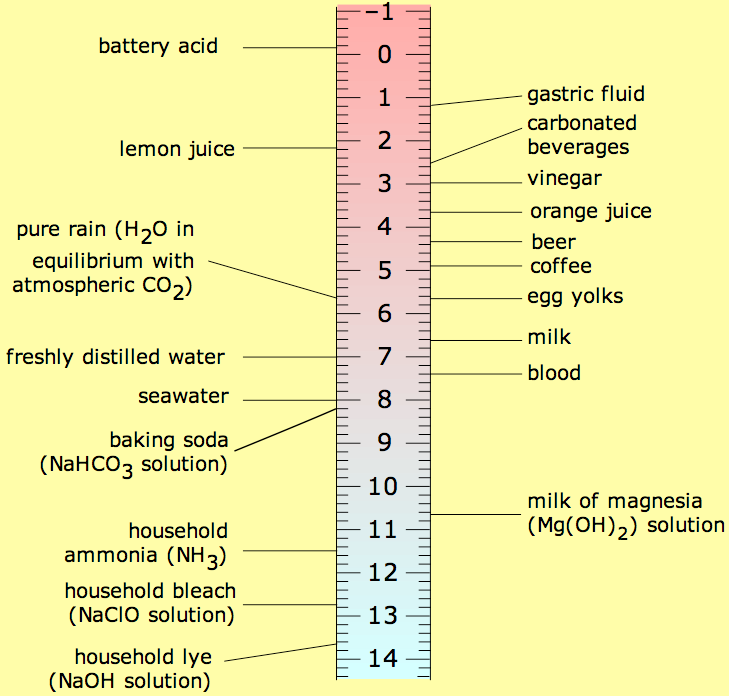
الأطعمة و المشروبات تحت درجة الحموضة5.0-5.7 التي تستهلك في كثير من الأحيان قد تسبب بدأ تآكل الأسنان.

إن المسبب الأكثر شيوعاً للتآكل هو الطعام والمشروبات الطعام الحمضية والمشروبات الحمضية. بشكل عام، الأطعمة والأشربة ذات درجة حموضة (PH) أقل من 5.0-5.7 عرفت بالتسبب وبإثارة أسباب التآكل. ربطت العديد من التقارير السريرية والمخبرية ربطت التآكل بالاستهلاك المفرط للمشروبات. و من المشروبات التي يمكن أن تزيد من خطر الإصابة بالتآكل يعتقد بتسببها للأخطار هي المشروبات الغازية و عصائر الفواكه، عصائر الفواكه مثل عصير البرتقال (الذي يحتوي على حمض الستريك) والمشروبات المكربنة مثل الكولا(حيث أن حمض الكربونيك الذي تحتويه ليس المسبب للتآكل وإنما حمض الستريك وحمض الفوسفوريك). بالإضافة لذلك، فلقد تبين أن النبيذ يحت الأسنان، مع درجة حموضة منخفضة بحدود 3.0-3.8. المصادر الأخرى المحتملة للأحماض الآكلة تأتي من التعرض لمياه المسابح المعالجة بالكلور و ارتجاع الأحماض المعدية.

## العلامات

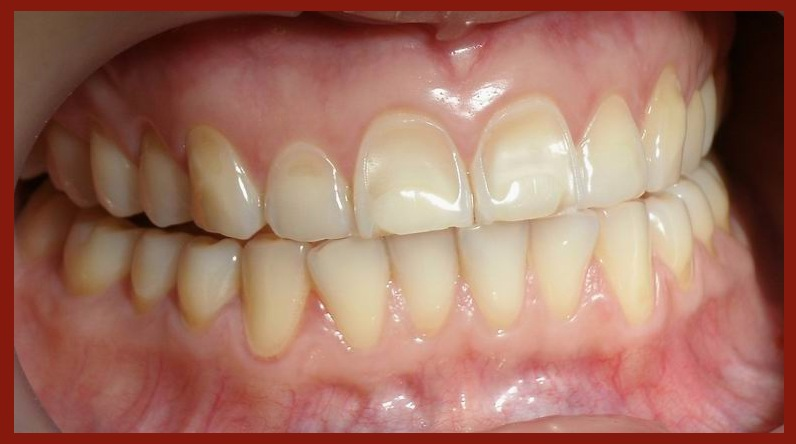
تآكل الأسنان

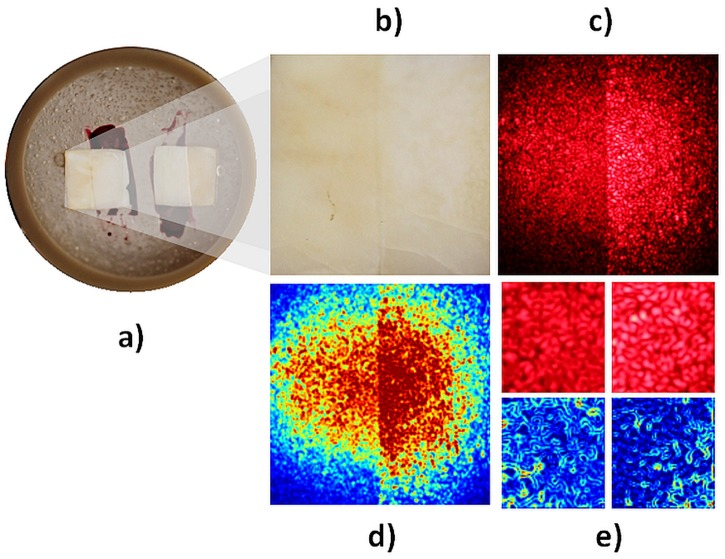

## المسببات